# Siempre tuya
Siempre tuya fue una telenovela mexicana producida por Valentín Pimstein para Telesistema Mexicano (hoy Televisa) en 1964. Fue protagonizada por Magda Guzmán y Carlos Navarro.

## Elenco
- Magda Guzmán - Laura
- Carlos Navarro - David Barret
- Jacqueline Andere - Caty Barret
- Miguel Ángel Ferriz Sr. - Víctor Barret
- Blanca Sánchez - Teddy Barret
- Antonio Medellín - Andrés
- Andrea Palma - Emilia
- Enrique Aguilar - León